# 李蹇臣
李 蹇臣（り けんしん、Li Jianchen、1798年 ‐ 1869年）。別名は蹇 臣。初名は棲鳳、字は儀軒。清朝の貴州省遵義の人。
祖先の姓は蹇氏であったが、李姓となった。道光年間に副榜となり、遵義の湘川書院の講席となった。1854年に楊鳳が斎教徒を率いて蜂起した時は団練を組織して、これと戦った。
著書に『守拙斎訓語』『守拙斎雑著』『守拙斎詩鈔』がある。